# Pequeña Copa del Mundo de Clubes 1953 (verano)
La Pequeña Copa del Mundo de Clubes de 1953 (verano) —oficialmente Copa Coronel Marcos Pérez Jiménez— fue la tercera edición de la Pequeña Copa del Mundo, un torneo celebrado en Venezuela , entre los años 1952 y 1957, por cuatro equipos participantes, dos de Europa y dos de América del Sur.

## Participantes
| País      | Equipo                    | Clasificación                                                   |
| --------- | ------------------------- | --------------------------------------------------------------- |
| Brasil    | S.C. Corinthians Paulista | Campeón de São Paulo 1952 Campeón del Torneo Río-São Paulo 1953 |
| España    | C.F. Barcelona            | Campeón de España 1951/52 Campeón de la Copa Latina 1952        |
| Italia    | A.S. Roma                 | 6to. lugar de la Serie A de Italia 1952/53                      |
| Venezuela | Caracas XI                | Selección de la Ciudad Anfitriona                               |

## Tabla de posiciones
| Equipo      | Pts | PJ | PG | PE | PP | GF | GC | Prom  |
| ----------- | --- | -- | -- | -- | -- | -- | -- | ----- |
| Corinthians | 12  | 6  | 6  | 0  | 0  | 12 | 5  | 2,400 |
| Roma        | 5   | 6  | 2  | 1  | 3  | 10 | 10 | 1,000 |
| Barcelona   | 4   | 6  | 2  | 0  | 4  | 10 | 13 | 0,769 |
| Caracas XI  | 3   | 6  | 1  | 1  | 4  | 9  | 13 | 0,692 |

| Predecesor: 1953 (invierno) | Pequeña Copa del Mundo de Clubes 1953 (verano) | Sucesor: 1955 |